# Parawixia inopinata
Parawixia inopinata is een spinnensoort in de taxonomische indeling van de wielwebspinnen (Araneidae).
Het dier behoort tot het geslacht Parawixia. De wetenschappelijke naam van de soort werd voor het eerst geldig gepubliceerd in 1950 door Hélio Ferraz de Almeida Camargo.